# Dompierre-sur-Mer
Dompierre-sur-Mer é uma comuna francesa na região administrativa da Nova Aquitânia, no departamento de Charente-Maritime. Estende-se por uma área de 18,35 km². Em 2010 a comuna tinha 5 701 habitantes (densidade: 310,7 hab./km²).